# Sonia Devillers
Pour les articles homonymes, voir Devillers.
Sonia Devillers, née le 31 janvier 1975 aux Lilas, est une journaliste, écrivaine, chroniqueuse et animatrice de radio, sur France Inter principalement. Longtemps spécialisée dans l'analyse des médias, notamment avec l'émission L'Instant M, elle signe des interviews dans la matinale de France Inter depuis la rentrée 2022, et est annoncée pour la rentrée de 2025 en tête de la tranche 9/11. Elle présente également l'émission Le Dessous des images dans la case info quotidienne 19-21 d'Arte.

## Biographie

### Famille
Son père est l'architecte Christian Devillers, profession exercée également par sa mère Marina.
En 1961, ses grands-parents maternels, les Sanielevici, et sa mère alors âgée de quatorze ans ont dû fuir brutalement la Roumanie communiste qui monnayait ses Juifs, ce qu'elle raconte dans son ouvrage Les Exportés, paru chez Flammarion.

### Études
Elle grandit à Vincennes et suit des études de lettres et de philosophie en classes préparatoires. Elle poursuit ensuite ses études en philosophie à l'université Paris-1 Panthéon-Sorbonne, où elle consacre ses mémoires de maîtrise et de diplôme d'études approfondies à Bergson — notamment à la suite de la professeure spécialiste de l'histoire de l'art Anne Moeglin-Delcroix. Elle entame ensuite une thèse de doctorat, avant de quitter le monde universitaire pour embrasser la carrière de journaliste.

### Parcours professionnel

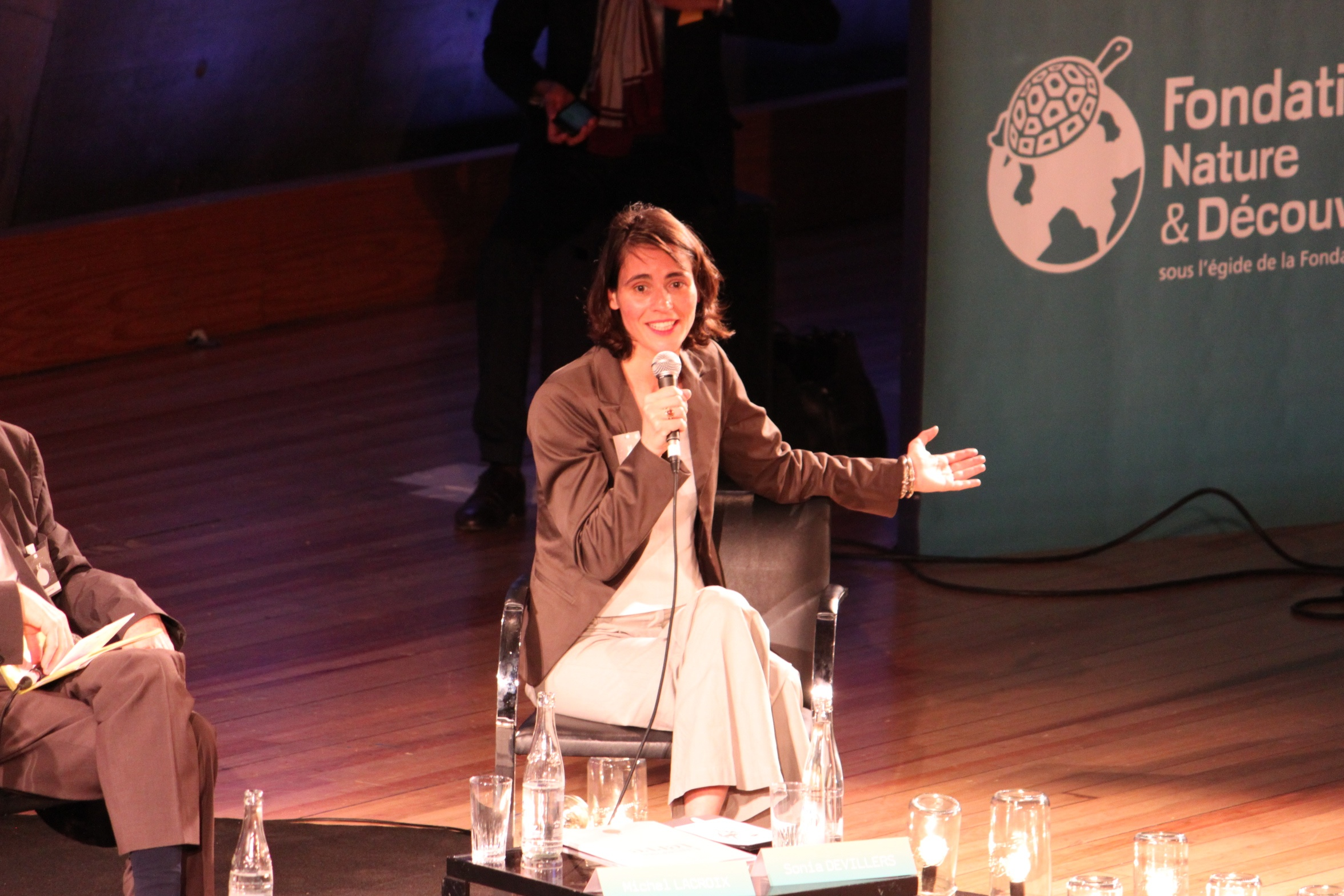
La journaliste à l'Université de la Terre, en avril 2011.

Issue d'une famille de sensibilité de gauche, elle entre en 1999 à la rédaction du Figaro, journal classé à droite, d'abord aux pages « Culture », puis à la rubrique « Médias et communication » du Figaro Économie, où elle reste dix ans.
À partir de 2005, elle travaille parallèlement à la radio, où elle tient une chronique hebdomadaire dans l'émission Service public, animée par Isabelle Giordano, sur des sujets de consommation, d'économie et de société.
Elle propose également des chroniques économiques et des coups de cœur « culture » sur Le Mouv'.
En 2011, elle fait partie, avec Marie Colmant, André Manoukian ou encore Daniel Morin, de l'équipe de l'émission Les Affranchis, réunis autour d'Isabelle Giordano, sur France Inter de 11 h à 12 h 30.
À l'été 2011, elle produit sa première émission sur France Inter Le Grand Bain, du lundi au vendredi à 9 h 10, un magazine généraliste consacré à tout ce qui agite l'époque. Le Grand Bain est reconduit quatre étés d'affilée, jusqu'en 2014. Lors des saisons 2013 et 2014, Le Grand Bain est prolongé sur la grille de l'année, en format hebdomadaire, le samedi à 16 h.
Après ce format estival, elle intègre à partir de 2014 quotidiennement la grille de France Inter avec L'Instant M, une émission diffusée de 9 h 40 à 10 h consacrée à l'actualité de tous les médias. L'Instant M voit son audience s'élargir, dépassant le million d'auditeurs à compter de 2019. L'émission est finalement reconduite sur neuf saisons jusqu'en 2022.
Sur cette période 2014-2022, elle intervient d'abord dans le 5-7 de France Inter jusqu'en 2017. Sa rubrique, diffusée du lundi au vendredi à 6 h 50, s'intitule L'Instant Télé et s'inspire chaque jour d'un programme à regarder sur le web ou à la télévision. Entre 2018 et 2022, elle est chroniqueuse dans le 7-9 de France Inter. Elle y propose son Édito M du lundi au jeudi à 8 h 52, où elle décortique l'actualité médiatique.
À partir de la rentrée de septembre 2022, elle anime une nouvelle interview dans la matinale d'Inter, avec L'Invité de 9 h 10, dans laquelle le « je » est mis en avant, à travers une multiplicité de portraits d'invités représentant l'époque et la société, mélangeant des personnalités médiatiques comme des invités inconnus du grand public. Le rendez-vous devient rapidement leader toutes radios confondues, rassemblant 1,5 million d'auditeurs chaque jour.
Fin juillet 2023, elle est annoncée pour animer L'Invité du 7 h 50 à la place de Léa Salamé : cette interview de 10 minutes du lundi au jeudi est au cœur de la matinale de la radio publique, la plus écoutée de France en 2023,. La tranche du 7/10 de France Inter accentue son succès d'audience à la rentrée de septembre 2023.
Par ailleurs, fin 2022, elle rejoint la chaîne de télévision Arte où elle présente l'émission Le Dessous des images, « petite sœur » de l'émission Le Dessous des cartes dont chaque numéro analyse une photo ou une image d'actualité pour expliquer sa construction et la remettre en contexte. Initialement disponible sur arte.tv à partir de novembre 2022, l'émission est programmée sur la chaîne Arte à partir du 11 avril 2023 du lundi au vendredi à 19 h 30, dans le cadre d'une refonte de la tranche 19-21.
Devillers est annoncée en juin 2025 en charge d'assurer, dès le 25 août, la seconde partie de la nouvelle formule de la matinale de France Inter, de 9h à 11h, où elle mènera une interview de 15 minutes,.

### Vie privée
Elle est en couple avec le journaliste et auteur Philippe Collin depuis 2019. Elle a deux fils d'une précédente union,.

## Ouvrage:Les Exportés
En 2022, elle publie Les Exportés sur l'histoire de sa famille maternelle d'origine juive roumaine. Ce livre relate la vente de Juifs par la Roumanie,,,.
Le livre s'appuie à la fois sur les souvenirs de sa famille et sur les travaux de l'historien Radu Ioanid, lequel préface l'édition roumaine du livre sortie en août 2023. Le récit met en lumière une affaire d'État en Roumanie, qui a consisté entre les années 1950 et la chute de Ceaușescu en 1989 à monnayer le départ de Juifs vers des pays du bloc de l'Ouest ou vers Israël. Dans un premier temps, les familles ont été littéralement échangées contre du matériel agricole et du bétail, principalement des porcs. La Roumanie avait alors besoin de moderniser son agriculture et d'intensifier ses élevages. Dans un second temps, les Juifs de Roumanie ont été vendus à l'État d'Israël. En trente ans, le pays s'est ainsi massivement vidé de sa population juive en échange de bien matériels.
À propos du livre, écoulé à plus 40 000 exemplaires avant sa sortie en poche en 2023, Devillers déclare : « J'ai voulu redonner chair à mes grands-parents, faire surgir la peur qui a traversé leur vie dans la Roumanie des années 1930, puis sous le communisme ». Elle ajoute que, contrairement à sa mère, elle a été capable de se plonger dans ce passé douloureux, parce qu'elle était « héritière de cette histoire, mais pas une victime directe ».

## Publications
- Sonia Devillers, Les Exportés, Paris, Flammarion, 2022, 274 p. (ISBN 978-2-08-028320-7, 978-2-08-028323-8 et 978-2-08-028322-1, présentation en ligne, lire en ligne) [extrait] ; édition poche parue en 2023 chez J'ai lu (no 13877), 252 p.  (ISBN 978-2-290-38495-4) [présentation en ligne].